# Orgasmo
El orgasmo (del griego ὀργασμός, orgasmós) o clímax sexual es la descarga repentina de la tensión sexual acumulada durante el ciclo de la respuesta sexual, resultando en contracciones musculares rítmicas en la región pélvica caracterizadas por el placer sexual. Experimentados por hombres y mujeres, los orgasmos son controlados por el sistema nervioso involuntario o autónomo. A menudo se asocian con otras acciones involuntarias, incluyendo espasmos musculares en múltiples áreas del cuerpo, una sensación de euforia en general y, frecuentemente, se exteriorizan movimientos del cuerpo y vocalizaciones. El período después del orgasmo (conocido como período refractario) es a menudo una experiencia relajante, atribuido a la liberación de las neurohormonas, oxitocina y prolactina, así como las endorfinas.
Los orgasmos humanos generalmente resultan de la estimulación sexual física del pene en los hombres (típicamente acompañando a la eyaculación), y del clítoris en las mujeres. La estimulación sexual puede ser por práctica propia (masturbación) o con una pareja sexual (relaciones sexuales con penetración, relaciones sexuales sin penetración, u otra actividad sexual).
El orgasmo en los animales se ha estudiado significativamente menos que en los seres humanos.

## La llegada al orgasmo
Se puede llegar al orgasmo con una gran variedad de actividades. En el caso de los hombres, se puede alcanzar la suficiente estimulación en el pene mediante el coito vaginal, el sexo anal, la felación o la masturbación. Las mujeres pueden alcanzarlo mediante el coito, el cunnilingus o la masturbación, y una proporción menor dice poder alcanzarlo con solo la estimulación de los pezones y otras zonas erógenas. Una persona puede experimentar orgasmos múltiples o también puede llegar al mismo mediante el uso de algún tipo de juguete sexual.
Además de la estimulación física, se puede alcanzar el orgasmo mediante únicamente excitación psicológica, como por ejemplo durante los sueños eróticos (polución nocturna de hombres o mujeres) o el control del orgasmo. Los orgasmos originados únicamente mediante estimulación psicológica fueron reportados por primera vez entre personas con lesiones de médula espinal. Aunque las lesiones de médula espinal suelen acarrear la pérdida de ciertas sensaciones y altera la percepción de uno mismo, una persona con estas alteraciones conserva la posibilidad de excitación sexual y los deseos eróticos.
Un orgasmo involuntario, como en el caso de un contacto sexual forzado (durante una violación o una agresión sexual), puede acarrear sentimientos de vergüenza causados por la internalización de actitudes ajenas como culpar a la víctima. La incidencia de aquellos que han tenido una experiencia sexual no solicitada y han experimentado un orgasmo es muy baja; posiblemente la mayoría no se reporten por la vergüenza y la turbación. Estos casos se dan indiferentemente del sexo de la víctima.
La literatura científica se centra en la psicología del orgasmo femenino más que en el masculino, en la que «parece reflejar la suposición de que el orgasmo femenino es psicológicamente más complejo que el orgasmo masculino», pero «la escasa evidencia empírica disponible sugiere que el orgasmo masculino y femenino pueden tener más similitudes que diferencias. En un estudio controlado de Vance y Wagner (1976), los evaluadores independientes no podían diferenciar descripciones escritas de las experiencias de orgasmo masculino versus femenino».

### El orgasmo masculino

Hombre eyaculando semen

En los hombres, la forma más común de llegar al orgasmo es mediante la estimulación física del pene. Suele estar acompañado de la eyaculación, pero es posible tener orgasmos sin eyaculación, por eyaculación retardada, o eyacular sin llegar al orgasmo, en caso de anorgasmia.

#### Modelo de dos estadios
El punto de vista tradicional es que hay dos estadios en los orgasmos masculinos: eyaculación y orgasmo simultáneos, inmediatamente seguidos por un periodo refractario que impide que el hombre tenga varios orgasmos seguidos.
En 1996, Masters y Johnson publicaron investigaciones esenciales sobre las fases de la estimulación sexual. Su trabajo incluía hombres y mujeres, y de forma diferente a la de Alfred Kinsey en 1948 y 1953, trataron de determinar los estados fisiológicos antes y después del orgasmo. Masters y Johnson defendían que, en el primer estadio, «los órganos accesorios se contraen y el hombre puede notar la inminencia de la eyaculación, y dos o tres segundos después llega esta, la cual el hombre no puede constreñir, retrasar o retraer de ninguna forma». Reportaron que, contrariamente a las mujeres, «para los hombres, la fase de resolución incluye un periodo refractario impuesto» y añaden que «algunos hombres menores de 30 años, aunque no muchos, tienen la habilidad de eyacular frecuentemente y tienen cortos periodos refractarios durante la fase de resolución». Masters y Jonhson han equiparado el orgasmo masculino y la eyaculación y mantienen la necesidad de un periodo refractario entre orgasmos.

#### Orgasmo retardado y orgasmo múltiple
En contraste con el modelo de dos estadios del orgasmo masculino, Kahn (1939) igualó el orgasmo y la eyaculación y estableció que se pueden tener varios orgasmos y que «de hecho, algunos hombres son capaces de continuar un orgasmo con otro y un tercero y cuarto». Aunque es raro en hombres conseguir orgasmos múltiples, la afirmación de Kahn se apoya en hombres que han tenido orgasmos múltiples y consecutivos reduciendo el periodo refractario. Algunos hombres se pueden masturbar durante horas, llegando al orgasmo varias veces. Muchos hombres que comienzan a masturbarse o tienen sus primeras actividades sexuales antes de la adolescencia, son capaces de conseguir múltiples orgasmos sin eyaculación. Algunas pruebas indican que los orgasmos de los hombres antes de la pubertad son cualitativamente similares a la experiencia normal del orgasmo femenino, ya que no hay eyaculación ni periodo refractario, lo que sugiere que los cambios hormonales que ocurren durante la pubertad, tienen una fuerte influencia en el orgasmo masculino durante la adultez.
Se cree que un aumento de la producción de la hormona oxitocina durante la eyaculación es la principal responsable del periodo refractario, y la cantidad en la que esta hormona se incrementa puede afectar a la duración del periodo refractario. Otro compuesto químico considerado el responsable del periodo refractario masculino es la prolactina, que antagoniza la dopamina, responsable de la excitación sexual. Por eso existe un interés experimental en drogas que inhiben la prolactina, como la cabergolina. Informes anecdóticos sobre la cabergolina sugieren que puede eliminar el periodo refractario, permitiendo a los hombres experimentar orgasmos múltiples eyaculatorios en una rápida sucesión. Al menos un estudio científico apoya estas pruebas, pese a que la cabergolina tiene muchos efectos secundarios potenciales, por lo que no se ha aprobado para tratar la disfunción eréctil. Otra razón para la falta o ausencia del periodo refractario es un aumento en la producción de oxitocina. Se cree que la cantidad en la que se produce afecta a la duración de cada periodo refractario.
En los últimos años, se han escrito libros en los que se afirma que el hombre puede alcanzar orgasmos múltiples. En otras obras se asegura que, el tratar de refrenar la eyaculación, da como resultado un orgasmo más intenso y placentero y un estado postorgásmico mucho más energético. Las técnicas incluyen control físico y mental sobre las emisiones y la vasocongestión preeyaculatoria, más que el forzar la retención o las contracciones eyaculatorias. Una técnica para retrasar la eyaculación es ejercer presión en el perineo, a medio camino entre el escroto y el ano, justo antes de la eyaculación. Sin embargo, esto puede llevar a eyaculación retrógrada, por ejemplo, redirigiendo el semen a la vejiga urinaria en vez de salir hacia el exterior por la uretra. También puede causar daños a largo plazo por la presión que se ejerce en los nervios y vasos sanguíneos del perineo, semejante al que tienen algunos hombres que andan en bicicleta con asientos estrechos durante largos periodos de tiempo. Los hombres que han sido operados de la próstata o de la vejiga, pueden experimentar orgasmos secos causados por eyaculación retrógrada.

### El orgasmo femenino

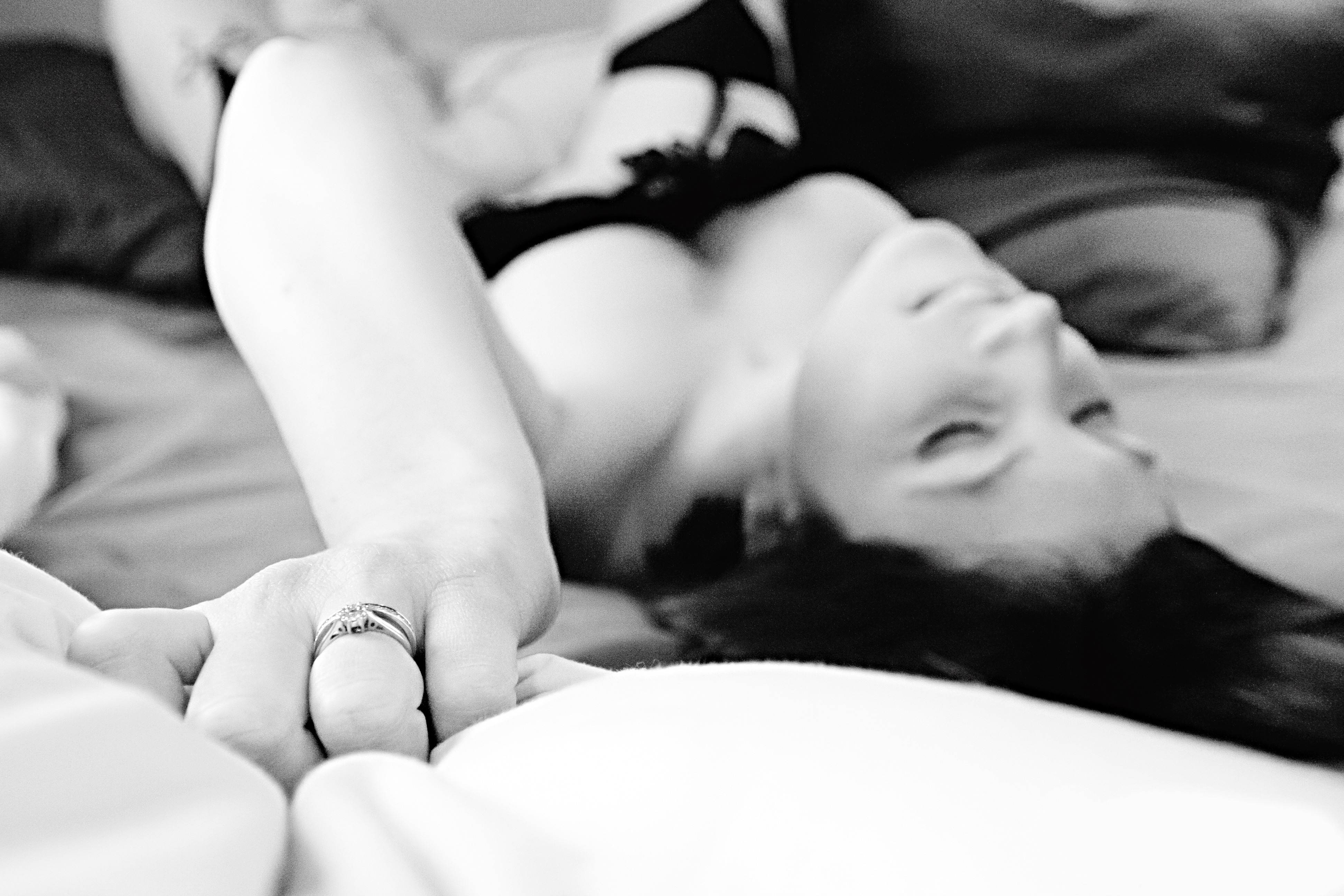
Mujer durante un orgasmo

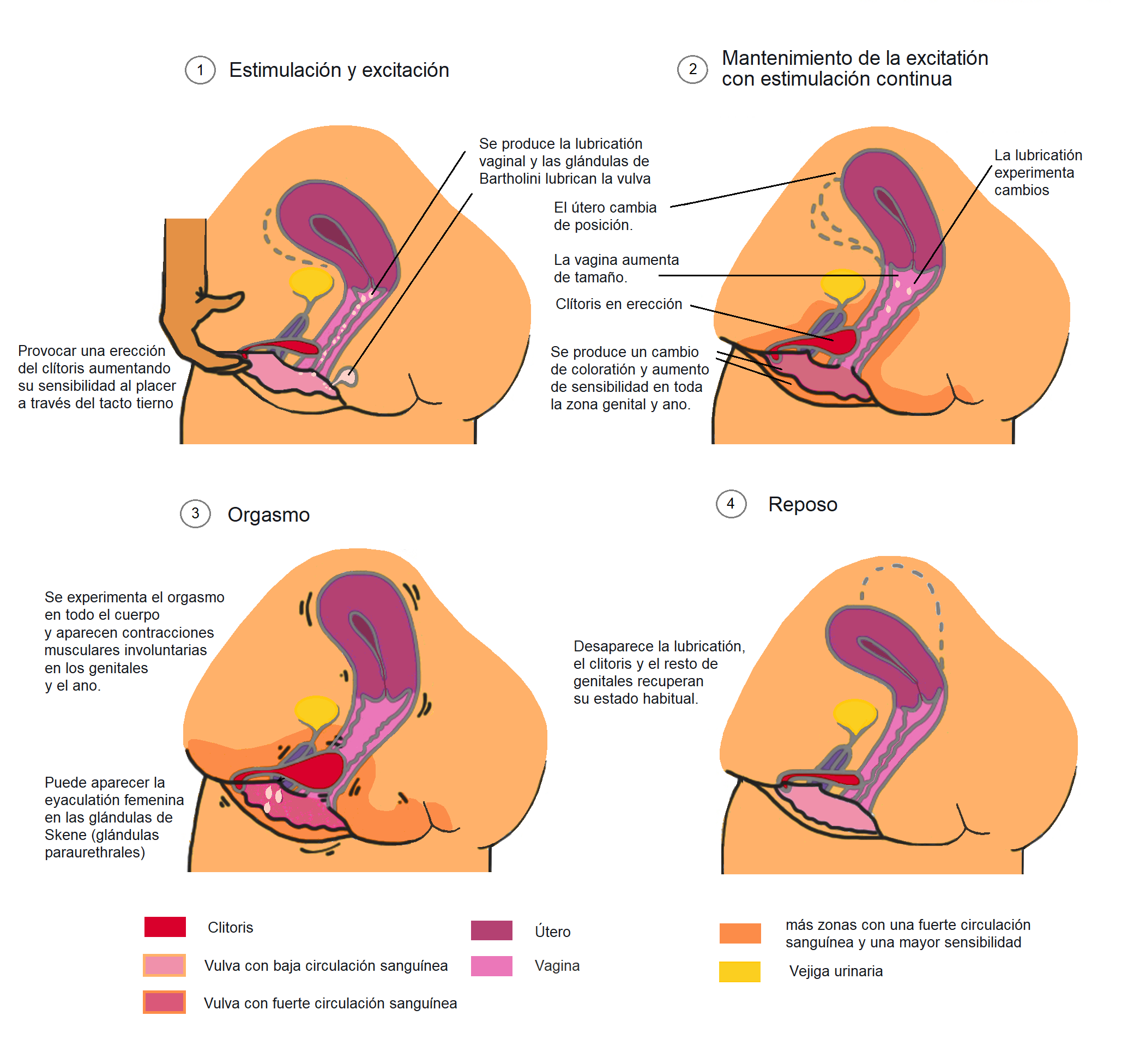
Fases de la excitación y orgasmo femenino

La mayoría de las mujeres, 70-80 % en las estadísticas generales, requiere estimulación clitoriana directa (puede ser manual, oral u otra fricción concentrada contra la parte externa del clítoris) para alcanzar el orgasmo, aunque la estimulación clitórica indirecta (por ejemplo vía penetración vaginal) también puede ser suficiente. Esto es así porque el glande del clítoris tiene más de 8000 terminaciones nerviosas, más que cualquier parte del cuerpo humano. El clítoris y el pene son homólogos, por lo que ambos órganos albergan similar capacidad de producir placer sexual. Masters y Johnson afirmaron que todas las mujeres son potencialmente multiorgásmicas y declararon que «la mujer es capaz de volver al orgasmo inmediatamente después de una experiencia orgásmica, si se vuelve a estimular antes de que las tensiones bajen de la fase de meseta de los niveles de respuesta». Tras el orgasmo inicial, los orgasmos subsiguientes en la mujer pueden ser más fuertes o más placenteros por la estimulación acumulada. Aunque se acepta generalmente que las mujeres no experimentan periodo refractario (de ahí que puedan experimentar múltiples orgasmos, rápidamente después del primero), algunas fuentes declaran que tanto hombres como mujeres tienen periodo refractario, ya que las mujeres también tienen un período tras el orgasmo en el que más estimulación no produce excitación.

#### Tipos de orgasmo
Aunque la mayoría de los investigadores sostiene que no tiene sentido hacer distinción entre los «tipos» de orgasmo femenino, este se distingue habitualmente en dos categorías: orgasmo clitoriano y orgasmo vaginal. El origen del orgasmo vaginal es objeto de debate por la escasez de terminaciones nerviosas de la mayor parte de la vagina.
La distinción comienza en 1905 con Sigmund Freud, quien postulaba el concepto de orgasmo vaginal como separado del orgasmo clitoriano. Freud declaró que los orgasmos clitóricos son un fenómeno puramente adolescente y que al llegar la pubertad, la respuesta adecuada de una mujer madura es tender hacia los orgasmos vaginales, es decir, sin ninguna estimulación del clítoris. Freud no aportó ninguna prueba para esta suposición, pero las repercusiones de esta teoría fueron considerables y aún perduran. Muchas mujeres se sintieron inadecuadas cuando no conseguían llegar al orgasmo únicamente por vía vaginal, incluyendo poca o ninguna estimulación clitorial, ya que la teoría de Freud hacía de la relación pene-vagina el componente central de la satisfacción sexual de la mujer. Ladas, Whipple y Perry propusieron tres categorías: el tipo "tenting" proveniente de la estimulación clitoriana, el tipo "A-frame" proveniente de la estimulación vaginal, y un tercer tipo «mezclado» proveniente de ambos. Whipple y Komisaruk propusieron más tarde que la estimulación del cérvix induce un cuarto tipo de orgasmo, aunque la literatura científica no lo apoya.
Alfred Kinsey fue el primer investigador en criticar duramente las ideas de Freud sobre la sexualidad y el orgasmo femeninos. A través de sus entrevistas con miles de mujeres, Kinsey descubrió que la mayoría de las entrevistadas no experimentaban orgasmos vaginales. Posteriormente, tanto Masters y Johnson como Shere Hite investigaron la respuesta sexual femenina, y sus conclusiones apoyaban en general los descubrimentos de Kinsey sobre el orgasmo femenino y en contra de las suposiciones de Freud. La investigación se llevó a cabo durante la segunda ola del feminismo e inspiró a feministas como Anne Koedt a hablar sobre la falsa distinción entre los orgasmos vaginales y clitorianos y a afirmar que la biología femenina no se analizaba con propiedad.
Masters y Johnson fueron los primeros investigadores que determinaron que las estructuras clitóricas rodean y se extienden a lo largo y en el interior de los labios. Observaron que la mayoría de mujeres solo pueden tener orgasmos clitoriales, y descubrieron que los orgasmos clitóricos y vaginales tienen los mismos estadios de respuesta física. Basándose en esto, argumentaron que la estimulación clitoriana es la base de ambos orgasmos, ya que el clítoris se estimula durante la penetración por la fricción contra su capuchón, aunque esta afirmación ha sido criticada por investigadores como Elisabeth Lloyd.
Shere Hite señala que el glande del clítoris y los labios menores, que también son muy sensibles, no reciben estimulación directa durante el coito (pero puede corregirse mediante ciertas posturas sexuales).
Una investigación de 2005 de la uróloga australiana Helen O'Conell sugiere que el tejido clitoriano se extiende a lo largo de la pared anterior de la vagina, lo que apoya el origen común de los orgasmos vaginales y clitóricos. El uso de resonancia magnética permitió ver con más claridad la relación entre las raíces del clítoris y el tejido eréctil.
Para algunas mujeres, el clítoris es muy sensible tras el clímax, haciendo la estimulación adicional dolorosa.

## Fases del orgasmo
El orgasmo, tanto femenino como masculino, consta de cuatro fases: excitación, meseta, resolución orgásmica y período refractario.
- Excitación: su período es variable, puede ir desde unos minutos hasta horas. Los cambios que ocurren en la mujer son lubricación, expansión de la vagina e hinchazón de los labios mayores y menores, clítoris y senos. En el hombre se produce la erección del pene, se engrosa el escroto y se elevan los testículos. Además, ocurre un aumento del ritmo cardíaco y de la frecuencia respiratoria. Esta fase es mucho más breve en el hombre que en la mujer

- Meseta: se acentúan los cambios de la primera fase. Se caracteriza porque el ritmo cardíaco, la respiración y la presión sanguínea se aceleran aún más, al igual que la tensión muscular. En la mujer aumenta la lubricación vaginal, se agranda la areola de los pezones, el clítoris se esconde bajo el capuchón que forman los labios exteriores y se oscurecen los labios interiores. En el hombre también se humedece la punta del glande y este se agranda, conjuntamente con los testículos.

- Resolución orgásmica: es la etapa más corta, sólo dura unos segundos. En esta etapa, la mujer experimenta una serie de contracciones musculares involuntarias del diafragma pélvico en la vagina y útero que ayudan al ascenso de los espermatozoides para su encuentro con el óvulo. En el hombre tiene lugar la eyaculación.

- Período refractario: se caracteriza por el retorno a un estado de reposo. En este período no se responde a nuevos estímulos. Esta fase es mucho más breve en mujeres que en hombres lo que hace que sea más frecuente encontrar mujeres multiorgásmicas.

## Aspectos fisiológicos y teorías antropológicas

### Centro cerebral del orgasmo
Una investigación llevada a cabo en 2013 por Gert Holstege, neurocientífico de la Universidad de Groningen, parece haber delimitado con precisión la región cerebral donde se origina el orgasmo. En su estudio, publicado en Journal of Sexual Medicine, Holstege señala un lugar del tallo cerebral conocido como "tegumento pontino dorsolateral", cuya parte izquierda controlaría tanto la eyaculación como el orgasmo, mientras que la parte derecha se encargaría de las funciones que permiten orinar. A la luz de esta nueva función recién descubierta, Holstege propone rebautizar al tegumento pontino dorsolateral como «Centro de Estimulación de los Órganos Pélvicos» (POSC, en sus siglas en inglés).

## Control consciente del orgasmo

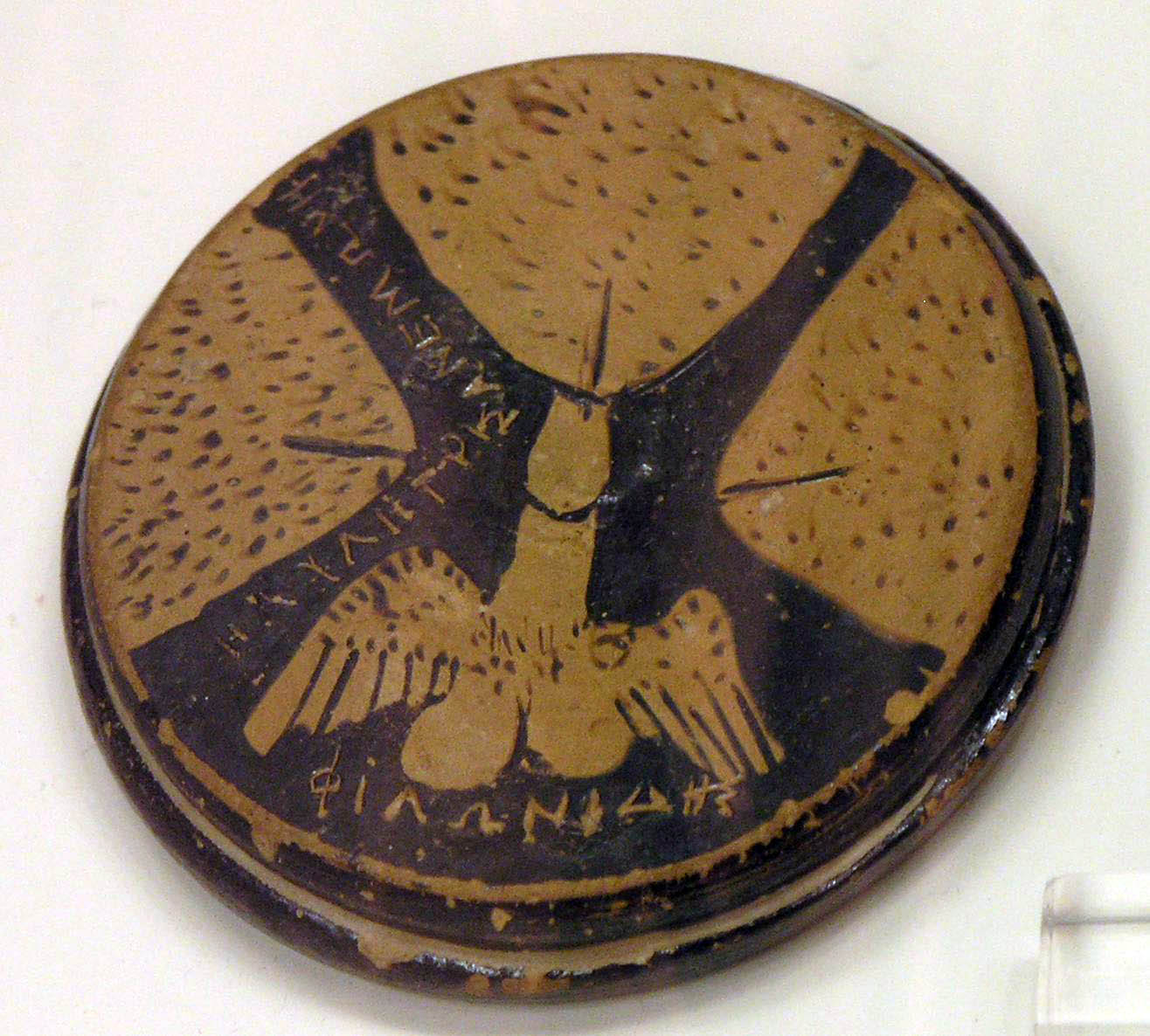
Falo alado rodeado de tres vulvas, Ático.

Existen prácticas para experimentar placer sexual intenso sin que el objetivo principal sea alcanzar el orgasmo. Están relacionadas con la capacidad de autocontrol y en cierta medida con la autoestima. Esperar el orgasmo es considerado como una presión y un obstáculo para la experimentación de placer.
Los hombres pueden aprender a controlar el orgasmo a través del entrenamiento. Así pueden retrasarlo, lo que puede ayudar a aumentar la intensidad del placer, tanto propio como de la pareja. También la pareja tiene posibilidad de ayudarle a controlarlo a través del control en la intensidad de los estímulos.
La intensidad del orgasmo femenino puede aumentarse con algunas técnicas como estimulaciones múltiples (por ejemplo, del clítoris y los pechos a la vez) y una puesta en escena del acto sexual como juego, por ejemplo juegos de rol en los cuales los amantes asumen papeles activos, pasivos o imaginarios.
Las prácticas se basan en el tantra hindú, en la interrupción del coito y de la estimulación en general cuando los amantes ya han conseguido un nivel de excitación avanzado combinado con técnicas de respiración para transformar la vivencia del orgasmo, por ejemplo, en un estado de éxtasis perdurable.
Tanto en el hinduismo como en el budismo, el sexo es visto como un acto espiritual, y el aumento del placer es solamente un producto colateral de este. El tantra según la concepción tradicional quiere producir una cercanía a los dioses a través del orgasmo, sobre todo relacionado con la deidad doble Shiva. El orgasmo es visto como disolución de los límites del Yo, que a través de este proceso se mezcla con la identidad de la deidad. El budismo tántrico Vajrayāna en cambio lo relaciona con una experiencia de la unión entre felicidad y vaciedad. Algunos tántricos creen que esta experiencia es un samādhi (estado) especial, que no puede ser alcanzado por otras técnicas de meditación. Otras concepciones ven al orgasmo como baño del cuerpo en Qì (la energía de la vida). En todas juega un rol fundamental la capacidad de dejar atrás el Yo.
La colección de textos eróticos india Kamasutra prueba que ya en la Antigüedad el ser humano se ha preocupado por técnicas para aumentar el placer sexual. Paradójicamente, hoy en la India la moral en cuestiones sexuales es bastante represora.

## Disfunciones corporales

### Anorgasmia
Con el término «anorgasmia» se denomina una disfunción que impide experimentar el orgasmo de manera temporal o constante, con respuesta sexual normal en las fases fuera del orgasmo.
Es más común en las mujeres que los hombres: solamente un tercio de las mujeres sexualmente activas reporta que llegan al orgasmo con regularidad, y entre 5 a 10% nunca lo han experimentado.[cita requerida] En el caso de los hombres, hace falta diferenciar la anorgasmia de la disfunción eréctil y de problemas de eyaculación.
Una de las causas de anorgasmia son los efectos secundarios de algunos medicamentos, trastornos emocionales, enfermedades vasculares, o lesiones neurológicas. En el caso de la mujer puede ser más difícil por el relativo desconocimiento de la anatomía de sus órganos sexuales. La organización International Society for the Study of Woman’s Sexual Health fue fundada para combatir esta situación de desinformación, que frecuentemente impide un tratamiento adecuado de la anorgasmia femenina.
Nuevos estudios han demostrado que las causas de la anorgasmia son similares en mujeres y hombres.[cita requerida] Otros estudios han descubierto que una posible causa de la anorgasmia femenina es una deficiencia en la producción de testosterona.[cita requerida] Para compensar esto se utilizan geles con los que es tratado el clítoris.
En 1951, Terman encontró que un 30 por ciento de las mujeres casadas estudiadas nunca llegaban al orgasmo o lo conseguían ocasionalmente. En 1953 Alfred C. Kinsey informó de un 50 por ciento de casos. Una teoría originada en el psicoanálisis freudiano sostiene que la mujer que no puede llegar al orgasmo mediante el coito es porque tiene problemas psicológicos de inhibición sexual y está gravemente perturbada. A la mujer que utiliza la estimulación manual u oral del clítoris se la considera inmadura, equiparando salud mental con capacidad orgásmica. Otra teoría se basa en la ineptitud del compañero sexual masculino, suponiendo que con un compañero sexual lo bastante hábil y experto para estimularla de la manera adecuada lograría alcanzar el clímax. Ninguna de estas teorías se apoya en estudios científicos, aunque la segunda puede parecer correcta, en realidad debería referirse a la experiencia de ambos miembros de la pareja sexual.
El hecho de que las mujeres conserven su capacidad orgásmica hasta una edad muy avanzada (Alfred C. Kinsey 1953, o Masters y Johnson 1966) hace pensar que los factores hormonales son de una importancia relativa. 

No debe equipararse orgasmo con respuesta sexual: capacidad orgásmica y respuesta sexual son variables independientes. Según Cheser (1959) existen mujeres que no logran un orgasmo pero que sin embargo disfrutan del coito.

### Paraplejía

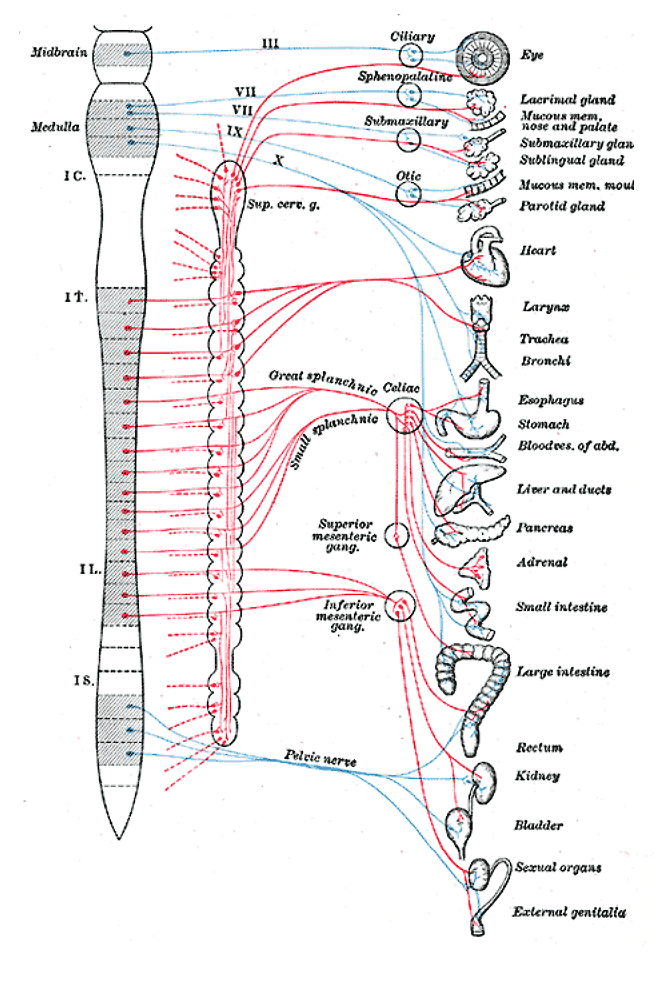
El sistema nervioso interno

Las personas que sufren de paraplejía no tienen sensaciones físicas a partir de la parte dañada de la médula espinal. Sin embargo, algunas personas pueden ser capaces de alcanzar orgasmos normales.
Algunos parapléjicos utilizan un aparato llamado Brindley Stimulator, que a través de contactos debajo de la piel puede hacer vibrar al abdomen. La función primaria del aparato es estimular a los intestinos y a la vejiga para causar la defecación o la micción. Sin embargo, también provoca estimulación y excitación sexual y puede llevar a estas personas a disfrutar un orgasmo, que según reportes es altamente placentero.
Un reciente estudio alemán del Centro de Lesionados de la Médula Espinal en Halle reveló que mujeres parapléjicas pueden percibir una penetración de la vagina aun cuando no tengan sensaciones físicas en esta área del cuerpo. Todavía no se ha podido comprobar si está relacionado con una posible estimulación del útero.

## Aspectos históricos

### Antigüedad
Los antiguos griegos le daban un alto valor al orgasmo, no importando si este se alcanzaba a través de la masturbación o del sexo. Los romanos reservaban el orgasmo al hombre; no era deseado que las mujeres tuvieran sentimientos agradables en el acto sexual. Un hombre que ayudaba a su esposa a llegar al orgasmo con técnicas como el cunnilingus era visto como impotente.[cita requerida] Sin embargo, en varias culturas —entre ellas también la romana— se ha comprobado la existencia de objetos que ayudaban a la mujer a llegar al orgasmo, la mayoría, en forma de falo. Los primeros de ellos se encontraron en Pakistán y datan de alrededor de 4000 a. C. En Egipto, el orgasmo femenino tuvo una gran importancia ritual, por ejemplo, en la fiesta de Isis.

### Medievo y Edad Moderna
Los tabúes sexuales que se difundieron en la moral del Medievo y en ciertos grupos culturales que influyen hasta hoy, derivaron de las religiones que asumieron el Neoplatonismo como criterio de interpretación. En esas ideologías lo corpóreo, material y genital eran lo opuesto a lo bueno, celeste y espiritual dando lugar a una idea del sexo como bajo. El orgasmo, sobre todo el femenino, no era visto como algo "natural" sino como material, maligno, corpóreo y para algunos diabólico. Hasta épocas recientes algunas conductas que son vistas hoy como "normales" en sociedades tolerantes eran entonces prohibidas, así por ejemplo, en Alemania, hasta 1994 era vigente el Artículo 175 que penaba relaciones homosexuales.
A partir del siglo XV está documentado que los médicos europeos se valieron de la ayuda manual para que las mujeres con enfermedades catalogadas como «histeria» (por ejemplo, nerviosismo y dolor de cabeza) pudieran conseguir el orgasmo.

### Edad Contemporánea

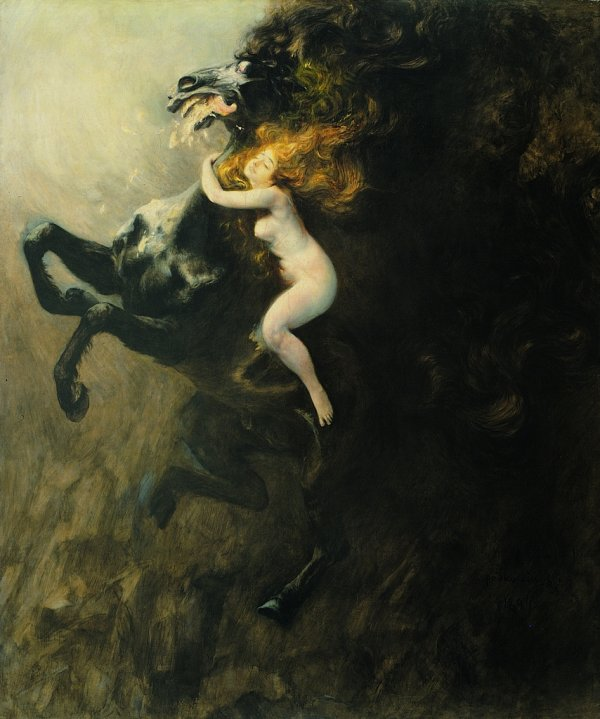
Frenesí de exultaciones (1894), de Władysław Podkowiński

En el siglo XIX estas prácticas disminuyeron dado que se empezaron a comercializar los primeros vibradores. En el mismo siglo, la literatura medicinal mencionaba varias veces al orgasmo femenino y lo describía como necesario para una concepción exitosa. En Francia ya era común la expresión la petite mort, la pequeña muerte, para referirse al orgasmo femenino.
Los cambios en las concepciones morales, la disminución de la influencia de la Iglesia y mejores métodos científicos hicieron posible investigar el fenómeno de manera más profunda y ayudaron a destabuizarlo.

#### Sigmund Freud y Wilhelm Reich
El psicoanalista Sigmund Freud, uno de los pioneros del psicoanálisis, jugó un rol importante en el establecimiento de la sexualidad como objeto de estudio. Según él, la tensión sexual (libido) insatisfecha era la responsable de las enfermedades psicológicas, mientras que por la sublimación de aquella se alcanzaban los logros culturales del hombre. Sin embargo, Freud no le concedió demasiada importancia al orgasmo mismo.
A partir de mediados de la década del 1920, Wilhelm Reich, discípulo de Freud, investigó la capacidad de alcanzar el orgasmo. En 1927 escribió la primera monografía sobre el tema, La función del orgasmo. En este trabajo propuso utilizar la potencia orgásmica como indicador para la salud mental, basándose en su experiencia. Según Reich, las enfermedades neuróticas revelaban la imposibilidad de vivir un orgasmo "completo", lo que bloqueaba a la libido. Como meta para curar estas patologías, propuso lograr que el paciente aceptase el "reflejo" del orgasmo. Estos estudios lo llevaron una década más tarde hacia la vegetoterapia, que incluía mente y cuerpo.
En los años 1950 otros psicólogos desarrollaron variantes de este tipo de terapia, incluyendo técnicas como el yoga, el cual había sido desaprobado por Reich ya que este según él iba dirigido hacia un mayor autocontrol, lo que precisamente buscaba evitar. Un ejemplo es el neotantra de Margot Anand, una discípula de Osho. Un discípulo de Reich, Alexander Lowen, modificó su vegetoterapia sin incluir técnicas exóticas, llegando al análisis bioenergético. Ninguno de estos tipos de psicoterapia tuvieron como meta la recuperación de la "potencia orgásmica" de Reich.

#### Informe de Masters y Johnson
Según Masters y Johnson (1966) los procesos fisiológicos que intervienen en el orgasmo femenino son análogos a los observables en el orgasmo masculino, pero la capacidad de experimentar orgasmos múltiples en un lapso limitado es superior en la mujer promedio que en el varón promedio.

Masters y Johnson investigaron el orgasmo humano en la década de 1960 y crearon el término ciclo de la respuesta sexual humana. En la investigación se recurrió a personas que aceptaron realizar el coito y otras estimulaciones sexuales en condiciones de laboratorio. Por lo tanto es cuestionada la representatividad del estudio, ya que se trataba de personas con un alto interés en la sexualidad y poco pudor al respecto. Masters y Johnson concluyeron que existía en el humano una permanente tensión sexual, que solamente debía ser estimulada para llegar al orgasmo. Hoy la mayoría de los científicos ya no concuerda con esta tesis, argumentando que la sexualidad humana no se puede reducir al hecho de alcanzar el orgasmo.

### Estudios recientes
Desde el conocido informe Kinsey en la década de 1950 han sido numerosas las encuestas y los estudios empíricos sobre la conducta sexual en general y la relación de las personas con el orgasmo en particular.
- En el año 2004, una encuesta alemana mostró que la mayoría de las mujeres no distinguían orgasmos «clitoriales» de orgasmos «vaginales», solamente mencionaban diferencias respecto al tipo de estimulación, pero no respecto a la vivencia del orgasmo. Esto va en la línea de estudios recientes, de que todos los orgasmos se originan en el clítoris.[60]
- Un estudio publicado el 11 de junio de 2005 en New Scientist mostró que, probablemente, la capacidad femenina para alcanzar orgasmos está influenciada por los genes. Las encuestadas eran mellizas, y se encontró una importante correlación en las parejas de hermanas respecto a su capacidad de alcanzar orgasmos, tanto por medio del sexo como por la masturbación.[61]

## Importancia cultural
Aunque en varias sociedades existen tabúes respecto al orgasmo, este ha sido tematizado en todas las épocas en el arte y también en la religión.

### Arte y literatura

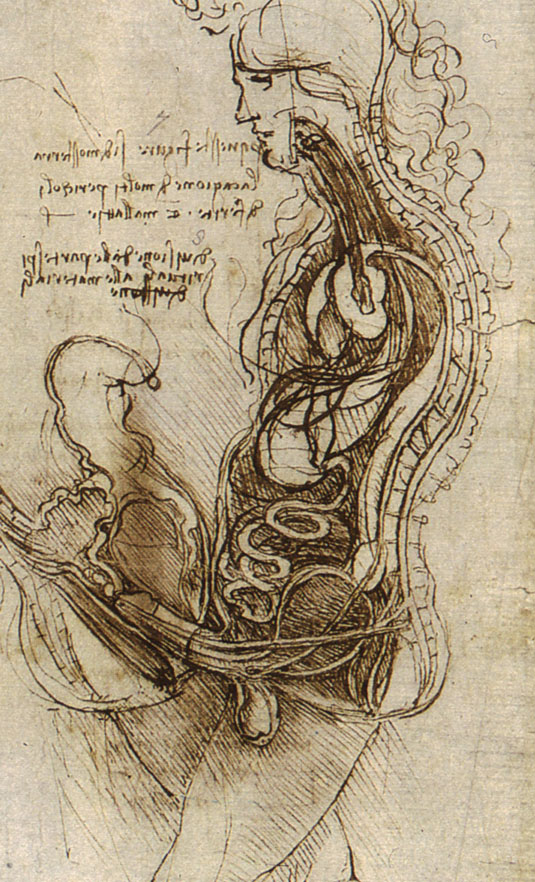
Un estudio realizado por Leonardo da Vinci en 1492 analizó el orgasmo desde la biología

El arte ha tematizado al orgasmo desde distintos puntos de vista. En algunos casos es mencionado explícitamente, en otros, se lo ha ocultado a través de símbolos y metáforas. Artistas de diversa índole han tratado tanto los aspectos biológicos como los sentimientos relacionados con él, llegando hasta el voyeurismo e instrucciones técnicas.
Además de la literatura, que ya desde la Antigüedad ha tratado el tema, el orgasmo también ha sido tematizado en las artes plásticas, el teatro y la música. Un ejemplo es la pieza Bolero de Maurice Ravel que de manera repetitiva llega a un clímax.[cita requerida]